# حاتم العنزي
حاتم عبد العزيز العنزي لاعب كرة قدم سعودي يلعب في نادي الطائي كلاعب وسط.